# Reifertsweiler
Reifertsweiler ist ein Gemeindeteil von Kammeltal im schwäbischen Landkreis Günzburg in Bayern. 

## Lage
Das Dorf ist über die Staatsstraße 2024 zu erreichen.

## Geschichte
Der Ort gehörte seit 1352 dem Kloster Wettenhausen. 
Reifertsweiler war ein Gemeindeteil von Ettenbeuren und wurde am 1. Juli 1972 mit der Zusammenlegung von sechs Gemeinden ein Teil der neuen Gemeinde Kammeltal.

## Baudenkmäler
- Kapelle Mariä Namen[1]

## Bevölkerungsentwicklung
Es handelt sich um Einwohnerzahlen nach dem jeweiligen Gebietsstand bis 1970 und ohne die heute zugehörigen Ortsteile. Die Bevölkerungszahl im Ort von 1987 wurde als Gemeindeteil der Gemeinde Kammeltal angegeben. Die Zahlen sind Volkszählungsergebnisse mit Archivierungen des Bavarikon Internetportals des Freistaats Bayern.
| Jahr      | 1871 | 1925 | 1950 | 1970 | 1987 |
| Einwohner | 56   | 67   | 75   | 57   | 59   |